# کارل اکسل پترسون
کارل اکسل پترسون (انگلیسی: Carl Axel Pettersson؛ 13 April 1874 in Mönsterås, Kalmar, Sweden – ۳۱ مه ۱۹۶۲ (aged 88)) ورزشکار کرلینگ اهل سوئد بود.
وی در مسابقات کشوری و بین‌المللی در مجموع برندهٔ ۱ مدال نقره شده‌است.